# Sankei Media Academy
「Sankei Media Academy」（さんけいメディアアカデミー）は、三桂が運営する、キャスター・アナウンサーの養成スクールである。2015年9月に東京都港区にて開校した。

## 概要
現役キャスターの橋谷能理子が校長を務め、実践的な報道やテレビの現場に必要なスキル習得を目的とする。現役キャスターによる、アナウンスの基礎、ニュースの読み方やナレーション、現場レポート、インタビューなど応用力が必要な技術等を、プロになって役立つ実践スキル修得を目指し、報道番組に出演している現役キャスター講師陣が指導する。

## 講師
- 専任講師
  - 校長：橋谷能理子
  - 講師：根本美緒
  - 講師：松尾英里子
- 特別講師
  - 谷口真由美
  - 大崎麻子
  - 中西哲生
  - 池田健三郎
  - 北野大

## カリキュラム
- 「アナウンサー・キャスター養成講座」カリキュラム